# 天然ウラン
天然ウラン（てんねんウラン）は、広義では、自然界にあるウラン資源（ウラン鉱石や海水に含まれるウランを含む）およびウランの同位体組成が自然界にあるウランと同一のものを指す。狭義では、ウラン金属およびその化合物（酸化物、フッ化物、炭化物、窒化物）を指す。濃縮ウランおよび劣化ウランとの対比で用いられる場合はこの狭義の意味で用いられる。

## 概要
ウランには質量数238と235の同位体があり、採掘されたウランにはウラン238が約99.3%、ウラン235が約0.7%含まれている。このうち、ウラン235は核分裂する放射性同位体であり、原子炉で核燃料として用いられる他、核兵器の主要な材料として用いられる。
21世紀初頭現在、世界の原子力発電の主流は軽水炉であり、採掘されたウランは軽水炉で使用するために濃縮工場でウラン235の比率を高めて濃縮ウランにされる。濃縮ウランに対し、濃縮していないウランを天然ウランと呼ぶ。

## ウラン資源
ウランは地球上の地殻や海水中に広く分布しており銀の40倍、スズと同量が存在すると推定されている。その内確認可採埋蔵量は547万トンと推定されている（資源エネルギー庁の試算、2007年時点でU3O8キロあたり130米ドルの採掘コストで。2007年度のウランの世界需要は約7万トン、2010年度のウランの平均スポット価格は44ドルであった）。 
主要なウラン資源国は、埋蔵量の多い順にオーストラリア、カザフスタン、カナダ、南アフリカ、アメリカ合衆国などである。なお、採掘可能な埋蔵量が推定400万トンの朝鮮民主主義人民共和国（韓国統一省、日本原子力産業会議）が確認埋蔵量のナンバーワンのオーストラリアを上回る可能性がある。日本でも岡山県・鳥取県の人形峠鉱床や、岐阜県土岐市の東濃鉱床が発見されたが、資源量過少により開発されなかった。日本国内の原子力発電所で用いるウランは全量が日本国外から輸入されている。また日本の資本による海外のウラン鉱山開発も行われている。その中で最も埋蔵量があるオーストラリアの試掘権がエネルギー需要の高まりで激しい争奪戦になっている。
ウラン（イエローケーキ）の価格は1980年には1lbあたり$32.90米ドルであったが90年には$12.55米ドル、2001年には$7.92米ドルまで下落した。その後上昇に転じ2010年には加重平均価格は$44米ドルとなっており先物は50米ドルで取引されている。

## ウランの粗精錬
主なウラン鉱石 (uranium ore) は、次の通り。
- 閃ウラン鉱 (uraninite) - UO2
- ピッチブレンド（pitchblende、瀝青ウラン鉱） - 塊状の閃ウラン鉱
- コフィン石 (coffinite) - U(SiO4)1-x(OH)4x
- デービド鉱 (davidite)
- カルノー石 (carnotite) - K2(UO2)2V2O8・3H2O
- 燐灰ウラン石 (autunite) - Ca(UO2)2(PO4)2・10-12H2O
- 人形石 (ningyoite) - CaU(PO4)2・1-2H2O
- フランセビル石 (francevillite)
- ツヤムン石 (tyuyamunite)
- ブランネル石 (brannerite) - (U,Ca,Ce)(Ti,Fe)2O6

これら採掘されたウラン鉱石は、細かく砕いた後、硫酸で溶解して六価のウランの浸出液とする（ただし、鉱石が石灰岩を多く含むなど硫酸では効率が悪い場合は、炭酸ナトリウムと炭酸水素ナトリウムを用いることもある）。また、適用は鉱山の地質構造に依存するが、ウラン鉱石が存在する地層中に上記の抽出液を直接注入してウランが溶け込んだ浸出液を汲み出す、溶媒抽出法と呼ばれる採掘方法も実用化されている。浸出液は溶媒抽出、イオン交換、または沈殿法のような化学的手法（湿式精錬）で不純物を取り除いた（選鉱）後、ウラン含有率を60%位まで高めたウラン精鉱になる。粗製錬工場の最終製品がこのウラン精鉱でありイエローケーキとも呼ばれるが、イエローケーキは実際には単一の物質ではなく、重ウラン酸ナトリウム、重ウラン酸アンモニウム、含水四酸化ウランなど、製錬工程の違いにより、工場によって成分が異なっている。
浸出液に苛性ソーダを加えるプロセスならば、重ウラン酸ナトリウム (Na2U2O7) が沈殿する。また、アンモニアを加えると重ウラン酸アンモン ((NH4)2U2O7) が沈殿する。
- 2UO2(SO4) + 6NaOH → Na2U2O7 + 2Na2SO4 + 3H2O
- 2UO2(SO4) + 6NH4OH → (NH4)2U2O7 + 2(NH4)2SO4 + 3H2O
- UO2(SO4) + H2O2 + 2H2O → UO4・2(H2O) + H2SO4

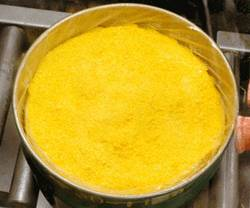
イエローケーキ

これらの沈殿を脱水してフレーク状にしたものがイエローケーキである。上記の通り、イエローケーキ中のウランは必ずしも六価ではないし、工程の温度条件等により必ずしも黄色ではなく、オレンジ～緑～茶褐色まで幅がある。現在イエローケーキと呼ばれているのは、歴史的に最初の精錬工程で作られたウラン精鉱が鮮やかな黄色だったためである。
イエローケーキはドラム缶に詰められて転換工場へ出荷される。ウラン鉱石はイエローケーキの状態で取引される。国際取引ではイエローケーキに含まれるウランを八酸化三ウラン (U3O8) に換算して、1ポンド当りの価格で売買が行われる。
世界の粗製錬工場のほとんどは鉱山に併設されており、日本国内には工場が無い（日本国内では、かつてウラン鉱からイエローケーキの精錬が行われていたが、1970年代に中間過程としてのイエローケーキを経ずに四フッ化ウランを直接製造する方式が確立されている）。

## ウランの転換
イエローケーキから六フッ化ウランを製造する過程を転換と呼び、転換を行う工場を転換工場と呼ぶ。実際にはウラン精鉱の精製錬も行われる。イエローケーキを硝酸で溶解し、TBP（リン酸トリブチル）等を用いて不純物を取り除いた後、脱硝により三酸化ウランを生成する。
- UO2(NO3)26H2O → UO3 + 2NO2 + 1/2O2 + 6H2O

三酸化ウランは水素を用いて還元して二酸化ウランにした後、流動床等の装置でフッ化水素と反応させて四フッ化ウランにして、フレームタワー等を用いてフッ素と反応させて六フッ化ウランが製造される。
- UF4 + F2 → UF6

四フッ化ウランは、緑色の固体のため、グリーンソルトとも呼ばれることがある。ただし転換工場内でしか取り扱わないため、一般にグリーンソルトを目にする機会は無い。転換工場の最終製品である純度を高めた六フッ化ウランガスは、48Yシリンダー（直径約1.4m、長さ約3.8mの鋼製円筒容器）と呼ばれる輸送容器に封入されて濃縮工場に出荷される。転換工場も日本には無い。

## ウランの濃縮
転換工場で転換された純度を高められたウランは、濃縮工場に送られて、ガス拡散法または遠心分離法でウラン238に対するウラン235の比率（濃縮度）を高める。この過程を濃縮と呼ぶ。日本では六ヶ所村に濃縮工場がある。なお、日本国内でウランを買いつける場合は、転換工場から六フッ化ウランを購入するか、日本国外の濃縮工場で濃縮された六フッ化ウランを購入する、もしくは海外の再転換工場で二酸化ウランにしたものを購入する、などの方法をとることになる。

## 燃料加工
天然ウランをそのまま核燃料として使用する黒鉛炉、重水炉の場合は、転換工場から再転換工場へ送られ、天然ウランの六フッ化ウランから核燃料用の金属ウラン棒や二酸化ウランの燃料ペレットが製造される。
軽水炉で使用する場合は、濃縮工場で濃縮ウランに加工され、30Bシリンダー（直径30インチ（約76cm）、長さ約2mの鋼製二重円筒容器）と呼ばれる輸送容器に封入されて再転換工場へ出荷される。
再転換工場（ADU法）では、上述の30Bシリンダーの弁を開けて加熱することにより、UF6を取り出し、水と反応させてUO2F2を生成する。このUO2F2にアンモニアを加えて重ウラン酸アンモン (ADU, (NH4)2U2O7) を作る。
- 2UO2F2 + 6NH4OH → (NH4)2U2O7 + 4NH4F + 3H2O

このADUを水素で還元することにより二酸化ウラン粉末を生成する。
二酸化ウラン粉末は、燃料加工工場に渡されて上述の燃料ペレットに加工されて、ジルカロイ等の合金で作られた燃料被覆管に封入される。この被覆管を束ねて燃料集合体が作成される。

## イエローケーキの保障措置
従来、イエローケーキはIAEAの査察対象ではなく、イエローケーキを加工して純度を高めた六フッ化ウラン以降からが査察の対象であった。しかしながらイラクの核兵器開発疑惑を発端として包括的保障措置協定に追加される議定書（追加議定書－INFCIRC/540－）が発効した結果、イエローケーキについても取扱量が10トンを超える場合は査察の対象となった。

## 輸送事故について
1977年9月27日、アメリカコロラド州スプリングフィールドの高速道路287号線上で、イエローケーキ40,329ポンド（約18.3トン）を積載したトレーラーが、道路を横切っていた馬3頭に衝突し横転した。イエローケーキは55ガロン鋼製ドラム缶50本に収納されていたが、衝突の衝撃によって32本が放り出され、そのうち17本の蓋が外れた。さらに、車上に残った18本中の12本も蓋が外れ、合計12,000ポンド（約5.4トン）のイエローケーキがドラム缶外に漏れ出す事態になった。漏れ出したイエローケーキのうち5,000ポンド（約2.2トン）はトレーラー内に残り、残りの7,000ポンド（約3.1トン）が3,000 - 4,000平方フィート（約278 - 371平方メートル）の範囲にわたって地上に飛散した。
事故後、トレーラーやイエローケーキの堆積した地域を防水用の重いプラスチックシートで早急に覆い、粉末の飛散を防止した。9月30日から除染作業を開始し、室内で除草、土壌浄化などの作業を行うための仮小屋を建て、中で真空掃除機を使用して汚染土壌を除去していった。
10月10日に立ち入り制限が解除された。作業に従事した警察官や作業員27人を検査した結果、吸収したイエローケーキの量は、健康に悪影響を与えると考えられる量よりはるかに少なかったと報告されている。

## 日本の輸入額
| 輸入元＼各年1-12月 | 1988年  | 1992年  | 1995年  | 1997年  | 2000年  | 2005年  | 2010年 | 2016年 |
| ------------------ | ------- | ------- | ------- | ------- | ------- | ------- | ------ | ------ |
| フランス           | 6292    | 4710682 | 5240025 | 4501854 | 3709605 | 139904  | -      | 10545  |
| カナダ             | 873124  | 4501377 | 918485  | 4194297 | 7463948 | 2056904 | 735883 | -      |
| アメリカ合衆国     | 1551688 | 189659  | 735092  | 150280  | 130705  | 134030  | 47980  | 428    |